# مركز تنمية المنشآت الصغيرة والمتوسطة في غرفة الشرقية
مركز تنمية المنشآت الصغيرة والمتوسطة يرمز له بـ SMEDEC، مركز غير ربحي، بدأ أعماله وأنشطته في عام 2000م بمقر غرفة الشرقية كأول مركز متخصص بالغرف التجارية السعودية في المملكة العربية السعودية، بهدف تعزيز روح المبادرة بين أبناء المنطقة الشرقية ودعم قطاع حيوي ومهم هو قطاع المنشآت الصغيرة والمتوسطة.

## رؤية المركز
يسعى المركز إلى الاضطلاع بالدور القيادي في دعم قطاعي المبادرين والمنشآت الصغيرة والمتوسطة، وتفعيل دورهما في المملكة العربية السعودية.

## رسالة المركز
تقديم خدمات المركز متميزة وعالية الجودة من شأنها تحسين القدرة التنافسية للمنشآت الصغيرة والمتوسطة.

## أنشطة المركز
- تقديم استشارات وإرشادات مجانية في مجالات : التمويل، التسويق، الإدارة ومساعدة المبادرين الجدد والمبتكرين والمؤسسات الصغيرة.
- توفير الفرص الاستثمارية ودراسات الجدوى الاقتصادية.
- تنظيم برنامج غرفة الشرقية لتأهيل المستثمر الصغير، بهدف مساعدة المبادرين الواعدين على بدء مشروعاتهم بشكل صحيح.
- عقد برامج تدريبية قصيرة ومتخصصة في موضوعات مختارة لمساعدة المنشآت الصغيرة والمتوسطة على تحسين قدراتها التنافسية.
- تقديم جائزة غرفة الشرقية لأفضل منشأة واعدة في قطاعات اقتصادية مختارة ذات مزايا تنافسية.
- لقاء المبادرين الدوري لمناقشة قضاياهم والمعوقات التي تجابه مشروعاتهم واستضافة المسئولين والخبراء المعنيين.
- طرح فرص استثمارية جديدة من خلال نظام الامتياز التجاري.
- تنظيم المحاضرات والأمسيات وورش العمل والملتقيات التي تسهم في تطوير المجتمع وتثقيف المواطنين وتوعيتهم بالموضوعات ذات العلاقة بالمنشآت الصغيرة والمتوسطة.
- توفير المعلومات في مختلف المجالات لمساعدة المنشآت الصغيرة والمتوسطة سواء القائمة أو تحت التأسيس.
- تبني الأفكار الاستثمارية المميزة والمساعدة في ترجمتها إلى مشروعات عملية والمساهمة في خروج هذه المشروعات إلى حيز التنفيذ.
- تقديم خدمات للمنشآت الصغيرة والمتوسطة بصورة إلكترونية من خلال موقع المركز على الإنترنت.
- إعداد المقالات والبحوث والدراسات وأوراق العمل ذات العلاقة بتنمية وتطوير المنشآت الصغيرة والمتوسطة.
- التنسيق مع الجهات الداعمه والممولة بالمملكة لمساعدة قطاعي المبادرين والمنشآت الصغيرة والمتوسطة.

## إدارة المركز
يرأس المركز منذ عام 2000م الدكتور نبيل شلبي ويعمل معه فريق من المتخصصين ومن ذوي الخبرة.